# Anomala nigripes
Anomala nigripes är en skalbaggsart som beskrevs av Nonfried 1892. Anomala nigripes ingår i släktet Anomala och familjen Rutelidae. Inga underarter finns listade i Catalogue of Life.